# Tournoi de tennis de Bombay
Le tournoi de Bombay est un tournoi de tennis du circuit ATP classé International Series qui était nommé Kingfisher Airlines Tennis Open.
Le tournoi est créé en 2006, en remplacement du tournoi de Hô-Chi-Minh-Ville.
Deux éditions en Inde sont jouées fin septembre sur surface dure en extérieur.
Alors qu'il devait se jouer à Bangalore à partir de 2008, il est supprimé du calendrier.
Auparavant, l'Open d'Inde s'est joué à Bombay en 1974, 1977 et 1979.
Un nouveau tournoi féminin de catégorie WTA 125 fait son entrée dans le calendrier WTA à Bombay en 2017. Il se tient en novembre lors de la dernière semaine de la saison. Il ne se déroulera que 2 saisons. Il est réintégré au programme des WTA 125 lors de la saison 2024.

## Palmarès dames

### Simple
| No | Date       | Nom et lieu du tournoi  | Catégorie      | Dotation       | Surface        | Vainqueure        | Finaliste         | Score          |                |
| -- | ---------- | ----------------------- | -------------- | -------------- | -------------- | ----------------- | ----------------- | -------------- | -------------- |
| 1  | 20-11-2017 | L&T Mumbai Open, Bombay | WTA 125        | 115 000 $      | Dur (ext.)     | Aryna Sabalenka   | Dalila Jakupović  | 6-2, 6-3       | Tableau        |
| 2  | 29-10-2018 | L&T Mumbai Open, Bombay | WTA 125        | 115 000 $      | Dur (ext.)     | Luksika Kumkhum   | Irina Khromacheva | 1-6, 6-2, 6-3  | Tableau        |
|    | 2019-2023  | Pas de tournoi          | Pas de tournoi | Pas de tournoi | Pas de tournoi | Pas de tournoi    | Pas de tournoi    | Pas de tournoi | Pas de tournoi |
| 3  | 05-02-2024 | Mumbai Open, Bombay     | WTA 125        | 115 000 $      | Dur (ext.)     | Darja Semeņistaja | Storm Hunter      | 5-7, 7-66, 6-2 | Tableau        |
| 4  | 03-02-2025 | L&T Mumbai Open, Bombay | WTA 125        | 115 000 $      | Dur (ext.)     | Jil Teichmann     | M. Sawangkaew     | 6-3, 6-4       | Tableau        |

### Double
| No | Date       | Nom et lieu du tournoi | Catégorie      | Dotation       | Surface        | Vainqueures                            | Finalistes                         | Score             |                |
| -- | ---------- | ---------------------- | -------------- | -------------- | -------------- | -------------------------------------- | ---------------------------------- | ----------------- | -------------- |
| 1  | 20-11-2017 | L&T Mumbai Open Bombay | WTA 125        | 115 000 $      | Dur (ext.)     | Victoria Rodríguez Bibiane Schoofs     | Dalila Jakupović Irina Khromacheva | 7-5, 3-6, [10-7]  | Tableau        |
| 2  | 29-10-2018 | L&T Mumbai Open Bombay | WTA 125        | 115 000 $      | Dur (ext.)     | Natela Dzalamidze Veronika Kudermetova | Bibiane Schoofs Barbora Štefková   | 6-4, 7-64         | Tableau        |
|    | 2019-2023  | Pas de tournoi         | Pas de tournoi | Pas de tournoi | Pas de tournoi | Pas de tournoi                         | Pas de tournoi                     | Pas de tournoi    | Pas de tournoi |
| 3  | 05-02-2024 | Mumbai Open Bombay     | WTA 125        | 115 000 $      | Dur (ext.)     | Dalila Jakupović Sabrina Santamaria    | Arianne Hartono Prarthana Thombare | 6-4, 6-3          | Tableau        |
| 4  | 03-02-2025 | L&T Mumbai Open Bombay | WTA 125        | 115 000 $      | Dur (ext.)     | Amina Anshba Elena Pridankina          | Arianne Hartono Prarthana Thombare | 7-64, 2-6, [10-7] | Tableau        |

## Palmarès messieurs

### Simple
| No | Date       | Nom et lieu du tournoi                  | Catégorie   | Dotation  | Surface    | Vainqueur         | Finaliste      | Score          |         |
| -- | ---------- | --------------------------------------- | ----------- | --------- | ---------- | ----------------- | -------------- | -------------- | ------- |
| 1  | 25-09-2006 | Kingfisher Airlines Tennis Open, Bombay | Int' Series | 355 000 $ | Dur (ext.) | Dmitri Toursounov | Tomáš Berdych  | 6-3, 4-6, 7-65 | Tableau |
| 2  | 24-09-2007 | Kingfisher Airlines Tennis Open, Bombay | Int' Series | 391 000 $ | Dur (ext.) | Richard Gasquet   | Olivier Rochus | 6-3, 6-4       | Tableau |

### Double
| No | Date       | Nom et lieu du tournoi                  | Catégorie   | Dotation  | Surface    | Vainqueurs                       | Finalistes                         | Score             |         |
| -- | ---------- | --------------------------------------- | ----------- | --------- | ---------- | -------------------------------- | ---------------------------------- | ----------------- | ------- |
| 1  | 25-09-2006 | Kingfisher Airlines Tennis Open, Bombay | Int' Series | 355 000 $ | Dur (ext.) | Mario Ančić Mahesh Bhupathi      | Rohan Bopanna Mustafa Ghouse       | 6-4, 66-7, [10-8] | Tableau |
| 2  | 24-09-2007 | Kingfisher Airlines Tennis Open, Bombay | Int' Series | 391 000 $ | Dur (ext.) | Robert Lindstedt Jarkko Nieminen | Rohan Bopanna Aisam-Ul-Haq Qureshi | 7-63, 7-65        | Tableau |